# Luisa Francesca di Borbone
Luisa Francesca di Borbone, Légitimée de France (Tournai, 1º giugno 1673 – Parigi, 16 giugno 1743), era la maggiore tra le figlie di re Luigi XIV di Francia e la sua amante, Madame de Montespan. Si dice che il suo nome le provenisse da Louise de La Vallière, la donna che sua madre aveva rimpiazzato nel cuore del Re Sole, che fu tra l'altro sua madrina di battesimo. Come pure la sorella ed il fratello più giovani è tra gli antenati dell'attuale Casa d'Orléans.

## Biografia

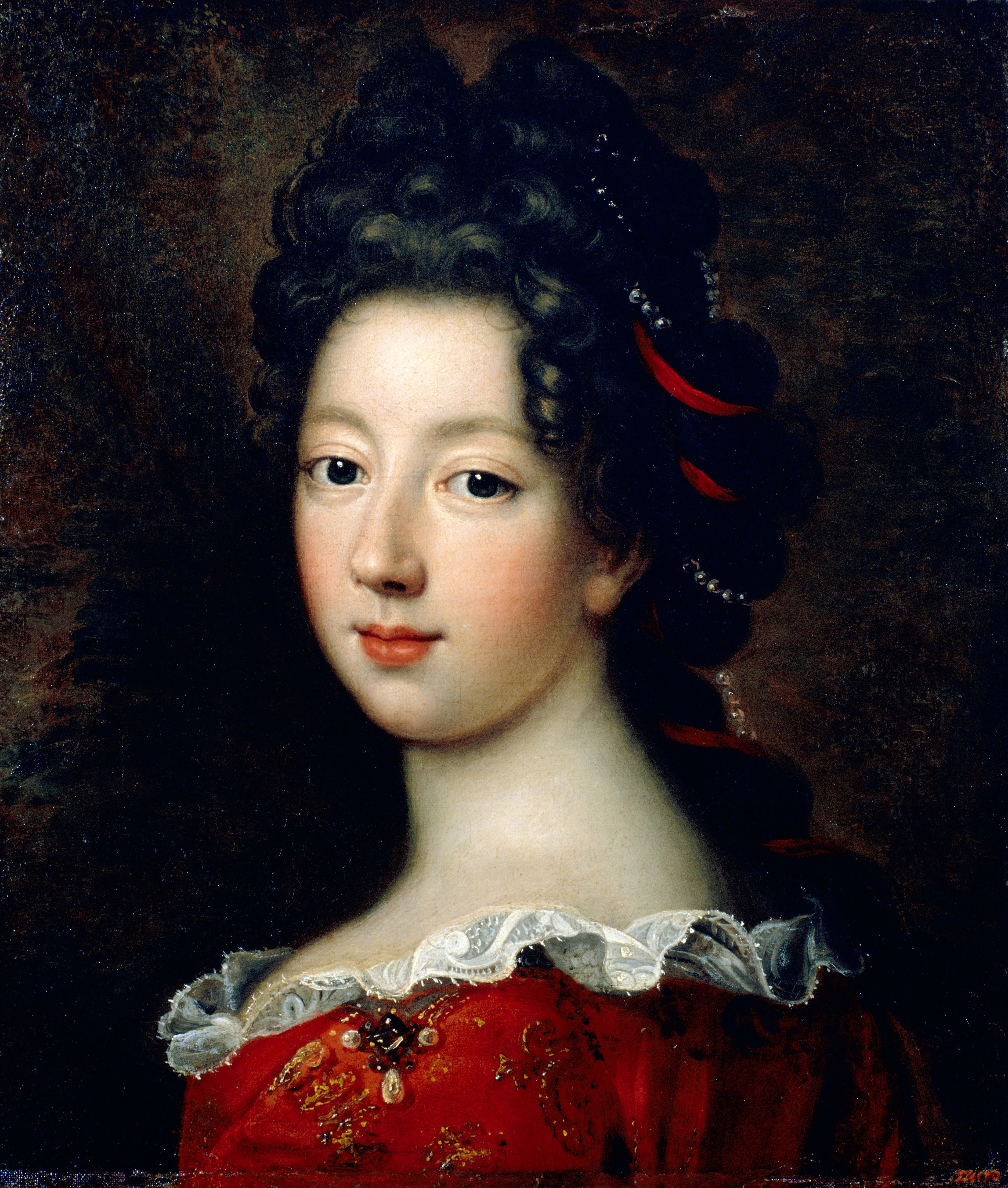
Luisa Francesca ritratta in giovane età fa François de Troy.

### Infanzia
Luisa Francesca nacque il 1º giugno 1673 a Tournai, dove i suoi genitori si trovavano per un viaggio di ispezione militare; dopo essere ritornati da Tournai, essi diedero lei e i suoi fratelli e sorelle più grandi in affido ad una conoscente della madre, Françoise Scarron.
Il 19 dicembre 1673 il Re legittimò i figli naturali avuti dalla sua amante, attraverso un processo di legittimazione che venne riconosciuto attraverso delle lettere patenti del Parlamento di Parigi. All'epoca della legittimazione, il fratello maggiore, Luigi Augusto, ricevette il titolo di Duca del Maine; l'altro fratello, Luigi Cesare, venne creato Conte di Vexin, mentre Luisa Francesca ottenne il titolo di cortesia di Mademoiselle de Nantes. I suoi genitori si rivolgevano a lei chiamandola Poupotte.

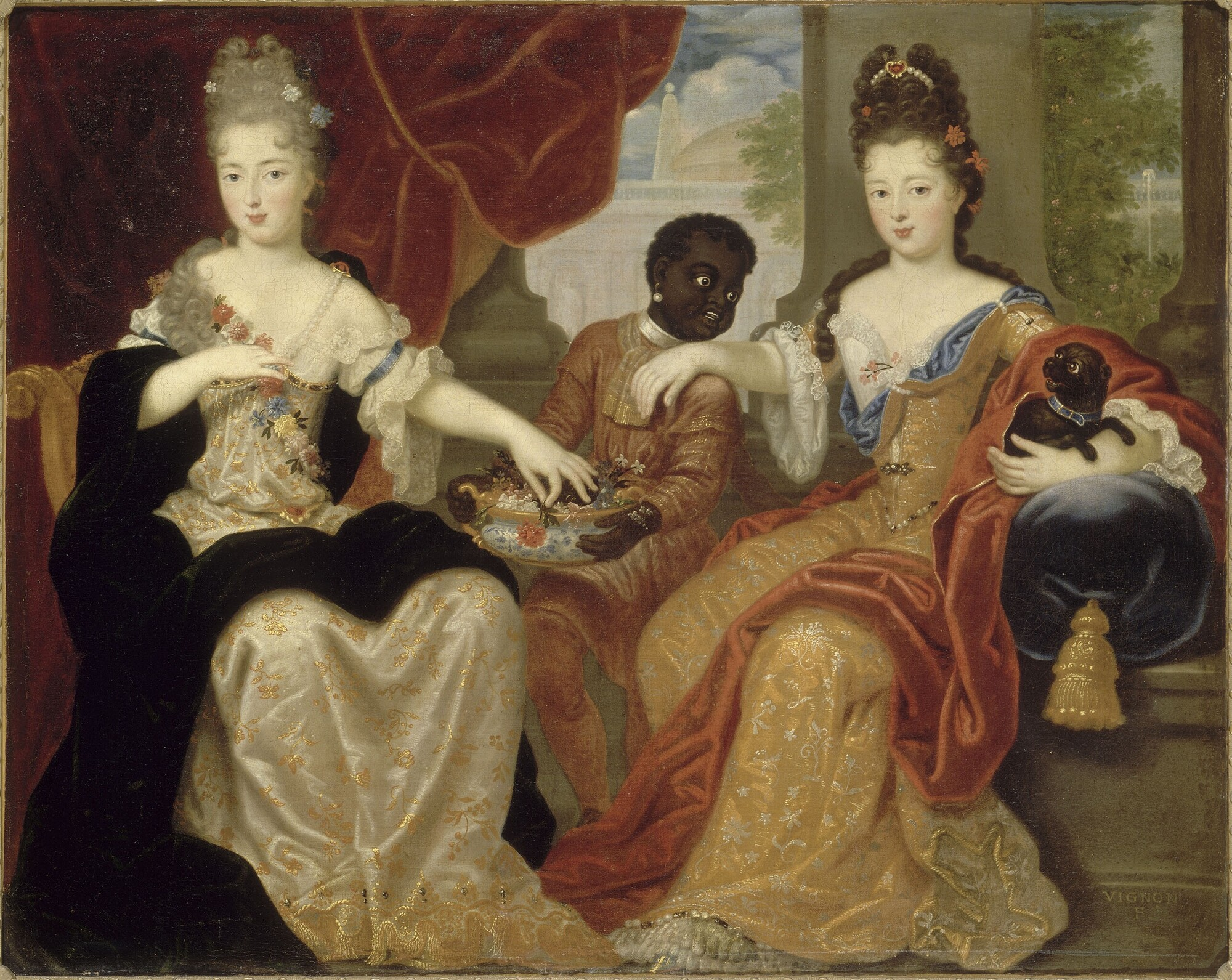
Ritratto di Philippe Vignon (1638-1701) raffigurante Luisa Francesca (a destra) e la sorella Francesca Maria (a sinistra).

L'anno seguente la sua nascita, nacque un'altra sorella di Luisa Francesca e quest'ultima raggiunse i fratelli più grandi nella loro residenza parigina; la futura Mademoiselle de Tours era nata al castello di Saint-Germain-en-Laye nel novembre 1674 e venne legittimata nel 1676 e nel tempo diventò una grande amica di Luisa Francesca. Quando, nel 1681, essa morì, Luisa Francesca ne soffrì profondamente.
Le due bambine erano state cresciute insieme in una casa privata in Rue de Vaugirard a Parigi, dove i figli illegittimi di Luigi XIV e di Madame de Montespan erano stati nascosti agli sguardi indiscreti dei cortigiani dei genitori. Luisa Francesca non riuscì mai ad entrare in intimità né con la sorellastra maggiore, Maria Anna, né con la sorellina Francesca Maria, perché erano tutte molto gelose l'una dell'altra. Luisa Francesca e Francesca Maria, in particolare, erano molto competitive, rammaricandosi per ogni innalzamento di rango o status sociale che interessava l'altra o i loro futuri figli.
Avendo ereditato la passione dei genitori per la musica e la danza, Luisa Francesca divenne una brava ballerina; dalla madre ebbe in dono anche lo spirito caustico e pungente, il famoso Esprit Mortemart, che la rese popolare per alcuni e impopolare per altri. Il Duca di Saint Simon, in seguito, disse di lei:

### Matrimonio
Il 25 maggio 1685, all'età di undici anni, Luisa Francesca venne data in moglie a Luigi, duca di Borbone, un lontano cugino sedicenne del padre; il marito era un figlio di Enrico Giulio, duca d'Enghien, figlio a sua volta del capo della Casa di Condé, ramo cadetto della Casa regnante di Borbone. Luigi XIV diede alla figlia una dote molto generosa, che ammontava ad un milione di livre.
A corte, il marito di Luisa Francesca era conosciuto con il titolo di cortesia di Duca di Borbone, e veniva chiamato con l'appellativo di Monsieur le Duc, e di conseguenza sua moglie era Madame la Duchesse.
Un po' di tempo dopo il matrimonio, nel 1686, mentre la corte risiedeva al castello di Fontainebleau, Luisa Francesca contrasse il vaiolo; mentre il marito diciassettenne non la aiutò in alcun modo a curarsi dalla malattia, la madre di lei ed il nonno di lui, il Luigi II, il Gran Condé, le furono molto vicini. Luisa Francesca, infine, si riprese, Luigi II morì per la malattia che contrasse prodigando le proprie attenzioni alla moglie del nipote.

#### Figli
La coppia ebbe nove figli, e tutti sopravvissero fino all'età adulta.
| Nome                                                                                | Ritratto | Data di nascita e morte             | Note |  |
| ----------------------------------------------------------------------------------- | -------- | ----------------------------------- | --- |  |
| Maria Gabriella Eleonora di Borbone Badessa di Saint-Antoine-des-Champs             |          | 22 dicembre 1690 - 30 agosto 1760   | Nacque alla Reggia di Versailles; era mentalmente ritardata e divenne badessa di Saint-Antoine-des-Champs in giovane età; morì a Villejuif; in gioventù era conosciuta come Mademoiselle de Condé e de Bourbon. |  |
| Luigi Enrico Giuseppe di Borbone Duca di Borbone Principe di Condé                  |          | 18 agosto 1692 - 27 gennaio 1740    | Nacque a Versailles e si sposò due volte; la prima volta con la cugina paterna Maria Anna di Borbone da cui non ebbe discendenza; in seconde nozze sposò la langravina Carolina d'Assia-Rotenburg da cui ebbe figli. Fu Primo Ministro di Francia durante il regno di Luigi XV, ma il Re lo mandò in esilio nel castello di Chantilly dove morì. |  |
| Luisa Elisabetta di Borbone Principessa di Conti                                    |          | 22 novembre 1693 – 27 maggio 1775   | Nacque a Versailles; sposò il cugino paterno Luigi Armando II di Borbone-Conti. Fu la nonna materna di Luigi Filippo II d'Orléans. Morì a Parigi, ultima sopravvissuta tra tutti i suoi fratelli e sorelle. |  |
| Luisa Anna di Borbone Mademoiselle de Charolais                                     |          | 23 giugno 1695 - 8 aprile 1758      | Nacque a Versailles e non si sposò mai; ebbe una relazione con il Duca di Richelieu e fu la sua amante, come pure la cugina Carlotta Aglae d'Orléans. Non ebbe figli, anche se fu sospettata di aver avuto un figlio illegittimo, benché non esista alcuna prova. Possedeva l'Hôtel de Rothelin-Charolais, dove morì; durante la sua vita fu conosciuta come Mademoiselle de Sens ed in seguito Mademoiselle de Charolais.                                        |  |
| Maria Anna di Borbone Mademoiselle de Clermont                                      |          | 16 ottobre 1697 - 11 agosto 1741    | Nacque a Parigi e si ritiene possa essere stata il frutto della relazione della madre con Francesco Luigi di Borbone-Conti. Sposò Louis de Melun, Duca di Joyeuse nel 1719, segretamente e contro il volere dei parenti; morì a Parigi dopo essere stata per anni al servizio della regina Maria Leszczyńska; in gioventù era conosciuta come Mademoiselle de Clermont.                                                                                           |  |
| Carlo di Borbone Conte di Charolais                                                 |          | 19 giugno 1700 - 23 luglio 1760     | Nacque a Chantilly ed era conosciuto come Conte di Charolais; alla sua morte il titolo passò alla sorella Luisa Anna; egli sposò segretamente Giovanna di Valois-Saint Remy, una discendente di Enrico II attraverso un ramo illegittimo; il loro figlio fu Louis-Thomas (1718-1799), che non venne legittimato dal re ed in seguito venne esiliato in Inghilterra; Carlo ebbe inoltre dei figli dalla relazione con Marguerite Caron de Rancurel; morì a Parigi. |  |
| Enrichetta Luisa Maria Francesca Gabriella di Borbone Badessa di Beaumont-lès-Tours |          | 15 gennaio 1703 - 19 settembre 1772 | Nacque a Versailles e venne considerata come possibile moglie per Luigi XV, ma nonostante questo non si sposò mai; era conosciuta come Mademoiselle de Vermandois e divenne badessa di Beaumont-lès-Tours a partire dal 1728; morì a Beaumont. |  |
| Elisabetta Teresa Alessandrina di Borbone Mademoiselle de Sens                      |          | 15 settembre 1705 - 15 aprile 1765  | Nacque a Parigi e venne conosciuta come Mademoiselle de Sens; le sue vaste ricchezze vennero ereditate dal nipote, Luigi-Giuseppe di Borbone-Condé, futuro Principe di Condé. |  |
| Luigi di Borbone Conte di Clermont                                                  |          | 15 giugno 1709- 16 giugno 1771      | Nacque a Versailles ed alla nascita ricevette il titolo di Conte di Clermont; fu l'abate dell'Abbazia di Saint-Germain-des-Prés dal 1737; non si sposò mai e morì a Versailles; fondò l'Académie du Petit-Luxembourg, dove scienziati, artisti ed architetti si incontravano. Fu inoltre il quinto Gran Maestro della Grande Loggia di Fraccia, la suprema autorità massonica di Francia, che esistette dal 1728 circa fino alla sua riorganizzazione nel 1773.   |  |

### Madame la Duchesse

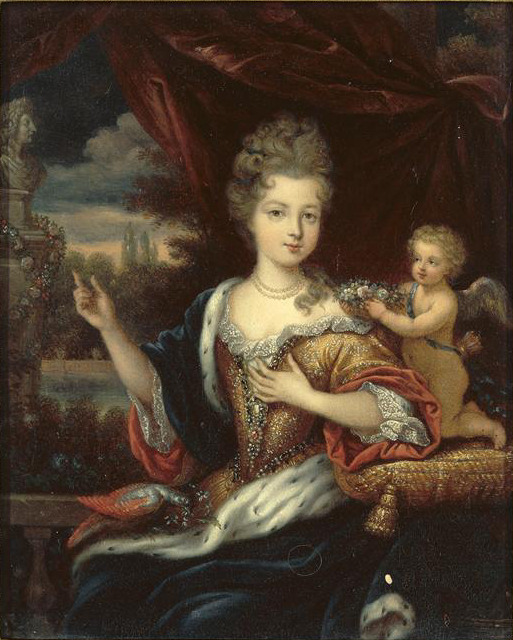
Luisa Francesca in un ritratto in cui indica il busto di suo padre, re Luigi XIV di Francia

Dopo che la madre lasciò ufficialmente la corte nel 1691, Luisa Francesca si recava a visitarla nel convento delle Figlie di San Giuseppe, in rue Saint-Dominique, a Parigi, dove la Marchesa di Montespan si era ritirata. Dal momento che esse si vedevano frequentemente, le due costruirono un rapporto più stretto di quello che avevano in passato e Luisa Francesca restò quindi molto afflitta per la morte della madre nel 1707. Luigi XIV di Francia impedì a qualunque cortigiano di vestire gli abiti da lutto, ma, in segno di rispetto, Luisa Francesca ed i suoi fratelli più giovani, Francesca Maria e Luigi Alessandro, non parteciparono ad alcun ricevimento a corte. D'altronde, il fratello maggiore, il Luigi Augusto, duca del Maine, riuscì a stento a contenere la propria gioia per aver ereditato la grande fortuna materna; ad esso andò infatti il castello di Clagny, benché esso lo utilizzò raramente.
Nel 1692, la sorella più piccola, Francesca Maria, si sposò con il loro primo cugino, Filippo d'Orléans, l'unico figlio ed erede dello zio, Filippo I d'Orléans e della sua seconda moglie, la Principessa Palatina. In quanto consorte di un petit-fils de France, Francesca Maria ebbe precedenza a corte rispetto a Luisa Francesca e alla sorellastra Maria Anna. Questa situazione fece arrabbiare notevolmente Luisa Francesca che divenne ancor più competitiva con la sorella di quanto non lo fosse stata in precedenza (anche per via della dote matrimoniale che questa aveva ricevuta, pari a due milioni di livres, mentre la sua era pari a un solo milione).
Luisa Francesca era bella e vivace; attorno al 1695 ella iniziò una relazione amorosa con Francesco Luigi di Borbone, principe di Conti, cognato di sua sorella Maria Anna di Borbone. La moglie dell'amante era la pia e devota Maria Teresa di Borbone-Condé, la più vecchia tra i fratelli e sorelle sopravvissuti del marito di Luisa Francesca. Maria Anna di Borbone-Condé venne quindi sospettata di essere il frutto di questa relazione extraconiugale.
Quando suo marito scoprì la relazione adulterina divenne furioso, ma non si lamentò direttamente con il Principe di Conti, temendo la reazione del suocero, re Luigi XIV. Il fratellastro maggiore di Luisa Francesca, il Gran Delfino, al quale ella era molto attaccata, permise alla coppia clandestina di incontrarsi nella sua residenza di campagna a Meudon, lontana dal marito di lei e dalla corte.
Alla morte del suocero, avvenuta il 1º aprile 1709, suo marito Luigi gli succedette nel titolo di Principe di Condé, ma egli stesso morì l'anno successivo, nel 1710; ancora prima che morisse egli era d'altronde stato colpito dalla pazzia introdotta nella Casata di Condé da una precedente principessa consorte di Condé, Claire-Clémence de Maillé-Brézé (1628-1694). Luisa Francesca assunse quindi il titolo di Madame la Principessa Madre di Condé.
Con la speranza di ingraziarsi i favori dell'erede al trono, Luisa Francesca era un membro assiduo della corte del suo fratellastro maggiore al castello di Meudon; inaspettatamente il Luigi, il Gran Delfino morì nel 1711, rovinando così i piani della sorellastra di creare una solida relazione con la corona. Senza considerare le speranze infrante, Luisa Francesca fu comunque molto dispiaciuta per la morte di Luigi. La morte rese il figlio di questi Luigi, e sua moglie, Maria Adelaide di Savoia, nipote di Enrichetta d'Inghilterra e del fratello del Re Sole, i nuovi delfino e delfina di Francia. Maria Adelaide e Luisa Francesca divennero acerrime nemiche a causa della condiscendenza della prima nei confronti di dame di basso rango e del favore incondizionato di cui godeva presso il re e la sua seconda moglie morganatica, Madame de Maintenon; la Duchessa d'Orléans e la Principessa Madre di Conti arrivarono anch'esse a disprezzare la nipote per il suo comportamento altezzoso.
Nel febbraio 1712, Luigi e la giovane moglie morirono lasciando come unico erede di re Luigi XIV il loro secondogenito; nel 1715 il Re morì e venne succeduto dal cinquenne bisnipote, salito al trono come Luigi XV. Immediatamente ne nacque una controversia tra il fratello di Luisa Francesca, il Duca del Maine, ed il cognato, il Duca d'Orléans, su chi dei due dovesse essere dichiarato reggente per il giovane monarca. Dopo una fase deliberatoria di due settimane, il Parlamento di Parigi scelse come reggente Filippo II, duca d'Orléans; questo esacerbò la rivalità tra Luisa Francesca e la sorella minore, divenuta così la donna dal rango più alto di Francia.
Durante il periodo della Reggenza, Luisa Francesca si trovò a dover fare i conti con le frequenti scappatelle della seconda figlia Luisa Elisabetta, la Principessa di Conti, divenuta l'amante di Philippe Charles de La Fare; quando il marito scoprì la tresca amorosa si comportò in modo violento con la moglie. L'unico figlio dei Principi di Conti, Luigi Francesco, si ritiene fosse in realtà figlio naturale dell'amante, La Fare. In seguito Luisa Elisabetta si rifugiò presso la madre al Palazzo Borbone per sfuggire alle violenze del marito geloso.
Durante gli anni 1720, Luisa Francesca divenne l'amante del Marchese di Lassay; per rimanere più vicino a lei, egli costruì l'Hôtel de Lassay, vicino al Palazzo Borbone, la residenza parigina dell'amata. In seguito venne costruita una galleria che collegava i due edifici, per poter avere un accesso migliore ai rispettivi palazzi.
Nel 1737 venne chiesto a Luisa Francesca di fare da madrina al battesimo di Luigi Ferdinando di Borbone-Francia, figlio maggiore di Luigi XV; il padrino del bimbo era il nipote di Luisa Francesca, il duca Luigi d'Orléans.

### Palazzo Borbone
Durante la sua lunga vedovanza, Luisa Francesca fece costruire il Palazzo Borbone a Parigi, non distante dalle residenza dei suoi fratelli e sorelle; i lavori iniziarono nel 1722, quando lei aveva quarantanove anni.
La sorellastra maggiore Maria Anna di Borbone-Francia, principessa madre di Conti, viveva nell'Hôtel de Conti, di fronte al Louvre, sulla Quai de Conti; il fratello più grande, Duca del Maine, risiedeva nell'Hôtel du Maine accanto al Louvre, mentre la sorella Francesca Maria, duchessa d'Orléans, abitava il Palais-Royal, residenza parigina degli Orléans. Vicino a questo palazzo vi era l'Hôtel de Toulouse, residenza del Conte di Tolosa.
Il Palazzo Borbone venne edificato dopo un periodo in cui Luisa Francesca risiedette al Grande Trianon, che servì come fonte di ispirazione per i canoni architettonici della nuova costruzione. Attualmente esso è la sede dell'Assemblea Nazionale Francese.
Luisa Francesca morì in questo palazzo il 16 giugno 1743 all'età di settant'anni.

## Titoli nobiliari
- 19 dicembre 1673 – 25 maggio 1685: Sua Altezza[8] Luisa Francesca di Borbone, Legittima di Francia, Mademoiselle de Nantes
- 25 maggio 1685 – 1º aprile 1709: Sua Altezza Serenissima la Duchessa di Borbone (Madame la duchesse de Bourbon)
  - Il titolo di Madame la duchesse era utilizzato per indicare che il marito era l'erede del Primo Principe del Sangue. Quando il marito fosse succeduto ai titoli dei Condé sarebbe stato conosciuto con l'appellativo di Monsieur le Prince e Luisa Francesca come Madame la Princesse. Nel 1709, invece, il titolo andò al cognato, il Duca d'Orléans.
- 1º aprile 1709 – 4 marzo 1710: Sua Altezza Serenissima la Principessa di Condé (Madame la princesse de Condé)
- 4 marzo 1710 – 16 giugno 1743: Sua Altezza Serenissima la Principessa Madre di Condé (Madame la princesse de Condé douairière)

## Antenati
|                                      |                                      |                             | Genitori                  |  |  | Nonni |  |  | Bisnonni             |  |  | Trisnonni                           |  |
|                                      |                                      |                             |                           |  |  |       |  |  | Enrico IV di Francia |  |  | Antonio di Borbone, Duca di Vendôme |  |
|                                      |                                      |                             |                           |  |  |       |  |  | Enrico IV di Francia |  |  | Antonio di Borbone, Duca di Vendôme |  |
|                                      |                                      | Giovanna III di Navarra     |                           |  |  |       |  |  | Enrico IV di Francia |  |  |                                     |  |
| Luigi XIII di Francia                |                                      |                             |                           |  |  |       |  |  | Enrico IV di Francia |  |  |                                     |  |
|                                      |                                      | Maria de' Medici            | Francesco I de' Medici    |  |  |       |  |  |                      |  |  |                                     |  |
|                                      |                                      | Maria de' Medici            | Francesco I de' Medici    |  |  |       |  |  |                      |  |  |                                     |  |
|                                      |                                      | Maria de' Medici            | Giovanna d'Austria        |  |  |       |  |  |                      |  |  |                                     |  |
| Luigi XIV di Francia                 |                                      | Maria de' Medici            |                           |  |  |       |  |  |                      |  |  |                                     |  |
|                                      |                                      | Filippo III di Spagna       | Filippo II di Spagna      |  |  |       |  |  |                      |  |  |                                     |  |
|                                      |                                      | Filippo III di Spagna       | Filippo II di Spagna      |  |  |       |  |  |                      |  |  |                                     |  |
|                                      |                                      | Filippo III di Spagna       | Anna d'Asburgo            |  |  |       |  |  |                      |  |  |                                     |  |
| Anna d'Austria                       |                                      | Filippo III di Spagna       |                           |  |  |       |  |  |                      |  |  |                                     |  |
|                                      |                                      | Margherita d'Austria        | Carlo II d'Austria        |  |  |       |  |  |                      |  |  |                                     |  |
|                                      |                                      | Margherita d'Austria        | Carlo II d'Austria        |  |  |       |  |  |                      |  |  |                                     |  |
|                                      |                                      | Margherita d'Austria        | Maria Anna di Wittelsbach |  |  |       |  |  |                      |  |  |                                     |  |
| Luisa Francesca di Borbone           |                                      | Margherita d'Austria        |                           |  |  |       |  |  |                      |  |  |                                     |  |
|                                      | Gaspard de Rochechouart de Mortemart | René de Rochechouart        |                           |  |  |       |  |  |                      |  |  |                                     |  |
|                                      | Gaspard de Rochechouart de Mortemart | René de Rochechouart        |                           |  |  |       |  |  |                      |  |  |                                     |  |
|                                      | Gaspard de Rochechouart de Mortemart | Jeanne de Saulx de Tavannes |                           |  |  |       |  |  |                      |  |  |                                     |  |
| Gabriel de Rochechouart de Mortemart | Gaspard de Rochechouart de Mortemart |                             |                           |  |  |       |  |  |                      |  |  |                                     |  |
|                                      |                                      | Louise de Maure             | Charles de Maure          |  |  |       |  |  |                      |  |  |                                     |  |
|                                      |                                      | Louise de Maure             | Charles de Maure          |  |  |       |  |  |                      |  |  |                                     |  |
|                                      |                                      | Louise de Maure             | Diane de Pérusse des Cars |  |  |       |  |  |                      |  |  |                                     |  |
| Françoise de Rochechouart            |                                      | Louise de Maure             |                           |  |  |       |  |  |                      |  |  |                                     |  |
|                                      |                                      | Jean de Grandseigne         | Pierre de Grandseigne     |  |  |       |  |  |                      |  |  |                                     |  |
|                                      |                                      | Jean de Grandseigne         | Pierre de Grandseigne     |  |  |       |  |  |                      |  |  |                                     |  |
|                                      |                                      | Jean de Grandseigne         | Françoise Baillard        |  |  |       |  |  |                      |  |  |                                     |  |
| Diana de Grandseigne                 |                                      | Jean de Grandseigne         |                           |  |  |       |  |  |                      |  |  |                                     |  |
|                                      |                                      | Catherine de La Béraudière  | François de La Béraudière |  |  |       |  |  |                      |  |  |                                     |  |
|                                      |                                      | Catherine de La Béraudière  | François de La Béraudière |  |  |       |  |  |                      |  |  |                                     |  |
|                                      |                                      | Catherine de La Béraudière  | Anne Adrienne Frotier     |  |  |       |  |  |                      |  |  |                                     |  |
|                                      |                                      | Catherine de La Béraudière  |                           |  |  |       |  |  |                      |  |  |                                     |  |